# 晦日
晦日（みそか、つごもり、かいじつ）は、太陰太陽暦の暦法である中国暦、和暦の毎月の最終日のことである。具体的には、小の月では29日、大の月では30日（三十日）となる。翌月の朔日の前日となる。
月相を表す弦・望・晦・朔に由来するもので、「朔」が月が現れることを意味するのに対し、「晦」は月が隠れることを意味する。

## 三十日、みそか、つごもり
三十日に晦日の当て字や訓読みをするようになった所以は、満月の中旬以降、月が徐々に見えなくなっていくことにある。また晦のつごもりは「月隠り（つきごもり）」が転じ、晦は月相の意味とされる。
みそかは本来、「三十日」の古い表現（ふつか、みっか、…と続く先にある言葉）だが、実際の日付にかかわらず月の最終日を指す。みそかが29日を指す月には30日は存在しないので、混乱が起こることはない。
現在でも三十日と表記しみそかと呼ぶことが多い。三十日蕎麦（みそかそば＝年越しそば）、関西ではつごもりそば。三十日払い（みそかばらい）など。

## 大晦日・小晦日
一年で最後の晦日、つまり最後の日を「大晦日（おおみそか、おおつごもり）」という。これは通常は十二月晦日、閏年でしかも閏月が閏十二月のときは、閏十二月晦日である。現在ではグレゴリオ暦の12月31日を指す。
対して大晦日の前日を「小晦日（こつごもり）」という。これは旧暦の十二月二十九日（閏十二月二十九日）、現在のグレゴリオ暦では12月30日を指す。